# L'Armée et l'affaire Dreyfus
« L’Affaire Dreyfus, c'est l'armée contre la nation » avait dit Jean Jaurès. L'armée de la Troisième République est bien au centre de l'affaire qui a défrayé la chronique de 1894 à 1906. La défaite de 1870 est un traumatisme dont la plaie saigne encore à la fin du siècle. Totalement illégitime après cette débâcle, sans crédibilité, l'armée opère une reconstruction habile, associée à une propagande appuyée par une presse aux ordres. En 1890, elle s'est fabriquée une image solide, renforcée par quelques succès opportunément claironnés. C'est l'honneur retrouvé de cette armée qu'une toute petite fraction de militaires défend pied à pied, avec fanatisme. 

## L'armée à la fin duXIXesiècle

### Réorganisation après 1870
Le choc de la défaite de 1870, un événement traumatisant et obsessionnel, est évidemment perçu dans l'armée comme un désastre humiliant. La perspective de la « revanche indispensable » a amené plusieurs prises de conscience.
Le choc est renforcé par la littérature extrémiste qui propage les idées de trahison, notamment par l'espionnage, causes prétendues de la défaite.  
Celles-ci ont occasionné une très abondante littérature militaire et civile, animant un débat passionné tout au long du dernier quart du XIXe siècle.
Outre certains aspects technologiques, amenant une évolution importante de l'artillerie, l'organisation et la composition du corps des officiers est montrée du doigt. Les conditions de mobilisation en cas de guerre sont un autre sujet d'intérêt pour les contemporains.
Les premières décisions concernent le ministère de la Guerre. 
Au sommet, le décret du 28 décembre 1883 organise les principes généraux de la subordination sous le ministre de la Guerre avec deux entités distinctes : 
- Un généralissime qui est vice-président du Conseil supérieur de guerre en temps de paix.
- L'État-major général

Cette dualité disparaît en 1911, moment où le général Joffre est nommé chef de l'État-major général (EMG).
Le ministre de la guerre, qui est presque toujours un général de division à la fin du XIXe siècle, a pour mission principale de gérer les directions du ministère.
Les généraux commandant de région susceptibles d'atteindre ce niveau ont des relations avec le monde politique, principalement avec les présidents du conseil potentiels.

### L'armée de la république
D'une armée monarchiste et impériale, le nouveau régime compte faire une armée républicaine, une nation armée.
550 000 hommes composent l'armée française y compris les troupes coloniales.
28 000 officiers l'encadrent dont 11 % d'officiers d'artillerie, avec au sommet de la hiérarchie trois cents généraux, dont cent généraux de division.
À la voie royale des écoles de formation classiques comme Saint-Cyr, où l'origine tient lieu de passe-droit, il est décidé d'y substituer le principe de progression au mérite.
Aussi, l'école polytechnique devient-elle la voie principale d'accès vers les hauts commandements.
Cette décision a deux conséquences que l'affaire Dreyfus illustre parfaitement.
- L'usage très répandu qui permettait à un fils de famille aristocrate d'atteindre un grade minimum dans l'armée, se perd.

C'est le cas du commandant Esterhazy, qui cherche par tous les moyens à progresser vers les grades d'officier supérieur en faisant valoir son nom et son origine aristocratique. 
Mais depuis les lois des années 1880, ceci n'est plus permis.
Les refus qui lui sont signifiés génèrent amertume et ressentiment, moteurs incontestables de sa trahison.
- D'autre part, ces réformes poussent une nouvelle classe d'officiers dans les États-majors, des officiers brillants, sûrs d'eux, républicains.

C'est un choc culturel qui amène des résistances au plus haut niveau. 
Ainsi la nouvelle loi qui permet aux douze premiers reçus à l'École de Guerre, de gagner un stage à l'État-major général, crispe un certain nombre d'officiers. 
Alfred Dreyfus est de ces stagiaires (arrivé 9e au concours).
Si on lit bien l'acte d'accusation contre le capitaine Dreyfus, on sera surpris de voir parmi les accusations, des reproches faits à l'excellence du travail effectué, sa mémoire qualifiée d'étonnante, sa rapidité d'acquisition des connaissances. Ceci fait avec une naïveté surprenante de la part d'officiers de ce rang. 
Pour exemple, entre autres :

« Il a été aussi remarqué par son chef de section que, pendant son stage au 4e bureau, le capitaine Dreyfus s’est surtout attaché à l’étude des dossiers de mobilisation, et cela au détriment des questions du service courant, à ce point qu’en quittant ce bureau il possédait tout le mystère de la concentration sur le réseau de l’Est en temps de guerre. »

Pour les accusateurs, des qualités pareilles sont justement celles requises pour espionner.
Aussi une partie de la caste des officiers aristocrates voit-elle arriver cette nouvelle génération d'officiers d'un très mauvais œil, d'autant que des Juifs y sont aussi admis. 
Alfred Dreyfus est donc un concentré de ce que cette armée là hait au plus haut point : un officier méritant, non aristocrate, républicain et Juif.
Ce profil a une importance considérable dans l'affaire Dreyfus.

### Antisémitisme et nationalisme dans l'armée
La fixité et l'unanimité du jugement des hauts responsables militaires successifs en regard de l'affaire Dreyfus amènent à se poser la question de l'antisémitisme dans l'armée de la République.
Il serait toutefois faux de penser que cette unanimité de l'État-major déteint sur le reste de l'armée.
Mais le scepticisme reste très minoritaire.
En témoigne pour exemple le témoignage du futur maréchal Lyautey, qui se permet d'exprimer ses doutes en 1895, au moment de la condamnation et la dégradation d'Alfred Dreyfus :

« Ce qui ajoute à notre scepticisme, c'est qu'il nous semble discerner là une pression de la soi-disant opinion ou plutôt de la rue, de la tourbe [...] Elle hurle à la mort contre ce Juif, parce qu'il est Juif et qu'aujourd'hui, l'antisémitisme tient la corde. »

Sur les 28 000 officiers français en 1893, seuls 300 sont israélites.
La « grande muette » porte si bien son nom, qu'il est difficile d'évaluer l'orientation politique des militaires de cette fin de siècle.
Toutefois, on sait que la plupart des officiers sont conservateurs et qu'une minorité évaluée à 10 % se revendique franchement républicaine.
On constate toutefois un loyalisme qu'aucune subversion n'a pu forcer à marcher contre les institutions, ni la crise boulangiste, ni les appels de Déroulède ou Barrès.
Il convient de rappeler que depuis 1892, le journal antisémite  La Libre Parole  publie régulièrement des articles dans le cadre d'une campagne intitulée : Les Juifs dans l'armée. 
Les officiers juifs répliquent par une série de duels, dont l'un provoque le décès du capitaine Mayer, né en Lorraine et inspecteur des études à l'école polytechnique.
Il a le poumon perforé par le marquis de Morès et meurt en un instant.
L'émotion est considérable.
La presse est largement hostile à l'égard de Morès.
Des grands journaux comme  Le Temps  affirment « qu'il est inouï qu'on en vienne à soulever dans la presse des questions de race ou de religion, à diviser les membres de la famille française en deux camps ennemis ». 
Des débats ont lieu à la Chambre où le ministre de la Guerre, Freycinet, fait une déclaration très remarquée :

« Messieurs, dans l'armée, nous ne connaissons ni israélites, ni protestants, ni catholiques [applaudissements] ; nous ne connaissons que des officiers français [nouveaux applaudissements]. Je dirai donc à ces officiers qui se sont crus atteints par des polémiques que nous réprouvons profondément [applaudissements], par ces appels à des passions d'un autre âge [Très bien ! Très bien !], à des préjugés dont la Révolution française a depuis longtemps fait justice, je leur dirai : vous ne pouvez pas être atteints par ces sortes d'injures collectives qui ne visent ni votre bravoure militaire ni votre honnêteté privée. Mettez-vous au-dessus de ces attaques, car vous êtes soutenus par le gouvernement, par les Chambres, par l'opinion publique tout entière. »

Les funérailles de l'officier juif sont grandioses, où une foule immense assiste à la cérémonie et où les honneurs sont rendus par une compagnie, alors qu'à l'école polytechnique, un deuil de huit jours est décrété.

## Le cadre de l'affaire Dreyfus
L'affaire Dreyfus a pour cadre quelques entités de l'armée française. Elle ne touche pas, en effet, l'immense majorité de l'institution.

### Le ministère de la Guerre
À la fin du XIXe siècle, un général de division est presque toujours nommé au poste de ministre de la Guerre. 
Celui-ci commande souvent une région militaire importante, ce qui permet au titulaire de tisser des liens privilégiés avec le monde politique et social. 
Il existe des exceptions aux nominations militaires comme Charles-Louis de Saulces de Freycinet (1828-1923), polytechnicien et ingénieur des Mines, collaborateur de Gambetta, ministre de la Guerre d'avril 1888 à janvier 1893, ou Godefroy Cavaignac en 1898.
Le ministère de la Guerre emploie environ un millier de personnes en 1894 dont 532 fonctionnaires civils, 133 employés subalternes, une centaine de plantons, et 220 officiers détachés de leur arme.

Quatre entités composent le ministère de la Guerre :
- L'État-major général organisé en quatre bureaux et des services a un effectif de 90 officiers (voir ci-après).
- L'État-major particulier du ministère, organisé autour d'une dizaine d'officiers, dirigé par un colonel ou général, chef de cabinet du ministre.
- Le cabinet civil, organisé en trois bureaux gère le haut personnel du ministère (les généraux et hauts fonctionnaires) ainsi que le courrier du ministre.
- Les huit directions des services du ministère : contrôle, infanterie, cavalerie, artillerie, génie, services administratifs, poudres, santé.

### L'État-major de l'armée
L'expression état-major a trois sens à la fin du XIXe siècle. Tout d'abord, le terme désigne l'ensemble des officiers généraux de l'armée. Il désigne aussi l'ensemble des officiers sans troupes des services de l'artillerie ou du génie qui forment l'état-major particulier de l'arme. Enfin, l'expression désigne les bureaux techniques rattachés à un chef de corps, avec au sommet l'État-major général ou EMG. Les militaires ont toujours tenté de faire croire que l'ensemble des officiers généraux faisaient bloc contre Dreyfus, alors que seule une fraction de l'EMG s'est opposée au malheureux capitaine.
Il convient de signaler que l'organisation de l'EGM est calquée sur celle du Generalstab des Prussiens, ceux-ci ayant donné quelques leçons d'organisation militaire aux Français en 1870. Depuis 1890, il est devenu indépendant du pouvoir politique et se maintient malgré les vicissitudes de l'instabilité ministérielle. L'artisan de la réorganisation française sur ce point est le général François de Miribel (1831-1893), polytechnicien et artilleur, dont il fut le chef à trois reprises. C'est le général de Boisdeffre (1839-1919) qui lui succède en 1893.

### La section de statistiques
Le contre-espionnage militaire français est baptisé Section de statistique dès 1871. D'abord microscopique, animé par une poignée de militaires, le service prend de l'ampleur avec le ministère Boulanger en 1886-1887. Le général veut en effet en faire un outil politique en brandissant la menace militaire d'un conflit avec l'Allemagne. En 1894, la Section de statistiques est composée des personnels suivants :
- Lieutenant-Colonel Jean Sandherr, chef de service
- Lieutenant-Colonel Cordier
- Commandant Henry
- Capitaines Matton, Jules Lauth, Henri Valdant
- Gribelin, archiviste.

Le rattachement et la fonction de cette entité de l'État-major restent flous à dessein. On veut à l'évidence protéger le travail du renseignement militaire. Présenté comme une fraction du 2e bureau, c'est en fait un service autonome, ne rendant compte qu'au sous-chef d'État-major, le général Gonse à cette époque, service qui sait faire usage de ses prérogatives.
En 1904, le général Gonse dépose à la Cour de cassation :

« Pour la comptabilité, je dois faire remarquer à la Cour que tout était secret au service renseignement. D'abord son installation dans des bâtiments absolument isolés, fermés à tout le monde. Son nom même n'était pas indiqué. Dans l'annuaire militaire on ne parle pas du service de renseignements. On l'appelait Section de statistiques. Pour qu'on n'ait aucune espèce d'indiscrétion, sur ce service, les noms des officiers étaient eux-mêmes noyés parmi les noms des officiers du 2e bureau, ce qui a fait souvent confondre le Service de renseignements avec le 2e bureau. »

Mais la réalité est un rattachement quasi-direct au ministre de la Guerre. La mission du service consistant à la fois à espionner les ambassades étrangères à Paris que l'activité des officiers de l'État-major général. Le chef du service de renseignements pouvait aussi recevoir des ordres ou des missions secrètes directement du ministre, desquelles il ne devait pas parler à quiconque même à ses chefs directs. Ainsi le colonel Picquart, qui, au moment où il découvre l'existence du commandant Esterhazy, s'adresse directement au chef d'État-major de l'armée, le général de Boisdeffre, puis au ministre, le général Billot, en court-circuitant son chef direct, le général Gonse.
Les missions du service semblent s'être limitées à la collecte et la transmission simples d'informations. Aucune tentative d'interprétation des documents reçus n'y était en effet tentée.  Elle n'eût d'ailleurs pas été possible car la mission d'interprétation des documents aurait nécessité de nombreux spécialistes au sein du service. La plupart des informations étant d'ordre technique (manuels, listes d'unités, notes) elles étaient donc transmises aux différentes directions techniques qui les analysaient mais ne retransmettaient aucune synthèse en retour. C'est ce qui se passe en septembre 1894 lorsque le service transmet triomphalement un bordereau reconstitué au ministre-général Mercier, sans recul ni analyse.
L'autre activité majeure du service est la surveillance des ambassades, de leur activité en France et de leurs attachés militaires. Toutes les ambassades importantes de Paris sont sous surveillance : d'Allemagne, d'Italie, d'Espagne, de Grande-Bretagne, de Russie, etc. D'honorables correspondants, recrutés souvent dans le petit personnel de l'ambassade, fournissent des informations et livrent des papiers volés dans les corbeilles ou les cheminées. Ainsi la célèbre Alsacienne dame Bastian, femme de chambre à l'ambassade d'Allemagne, qui passe pour illettrée et transmet des centaines de documents secrets à la Section de statistiques.